# Yanjingkou Shuiku
Yanjingkou Shuiku (kinesiska: 盐井口水库) är en reservoar i Kina. Den ligger i storstadsområdet Chongqing, i den sydvästra delen av landet, omkring 150 kilometer nordost om det centrala stadsdistriktet Yuzhong. Yanjingkou Shuiku ligger 516 meter över havet. Arean är 0,50 kvadratkilometer. Trakten runt Yanjingkou Shuiku består till största delen av jordbruksmark. Den sträcker sig 1,8 kilometer i nord-sydlig riktning, och 1,1 kilometer i öst-västlig riktning.
Genomsnittlig årsnederbörd är 1 630 millimeter. Den regnigaste månaden är september, med i genomsnitt 296 mm nederbörd, och den torraste är januari, med 14 mm nederbörd.